# Gran Premi d'Alemanya del 2003
Resultats del Gran Premi d'Alemanya de Fórmula 1 de la temporada 2003, disputat al circuit de Hockenheimring el 3 d'agost del 2003.

## Resultats
| Pos | No | Pilot                 | Equip              | Voltes | Temps/ Retirada   | Pos. de sortida | Punts |
| --- | -- | --------------------- | ------------------ | ------ | ----------------- | --------------- | ----- |
| 1   | 3  | Juan Pablo Montoya    | Williams - BMW     | 67     | 1h 28' 48. 769    | 1               | 10    |
| 2   | 5  | David Coulthard       | McLaren - Mercedes | 67     | + 1' 05.459 min.. | 10              | 8     |
| 3   | 7  | Jarno Trulli          | Renault            | 67     | + 1' 09.060 min.  | 4               | 6     |
| 4   | 8  | Fernando Alonso       | Renault            | 67     | + 1' 09.344 min.  | 8               | 5     |
| 5   | 20 | Olivier Panis         | Toyota             | 66     | + 1 Volta         | 7               | 4     |
| 6   | 21 | Cristiano da Matta    | Toyota             | 66     | + 1 Volta         | 9               | 3     |
| 7   | 1  | Michael Schumacher    | Ferrari            | 66     | + 1 Volta         | 6               | 2     |
| 8   | 17 | Jenson Button         | BAR - Honda        | 66     | + 1 Volta         | 17              | 1     |
| 9   | 16 | Jacques Villeneuve    | BAR - Honda        | 65     | + 2 Voltes        | 13              |       |
| 10  | 9  | Nick Heidfeld         | Sauber - Petronas  | 65     | + 2 Voltes        | 15              |       |
| 11  | 14 | Mark Webber           | Jaguar - Cosworth  | 64     | Accident          | 11              |       |
| 12  | 18 | Nicolas Kiesa         | Minardi - Cosworth | 62     | + 5 Voltes        | 20              |       |
| 13  | 11 | Giancarlo Fisichella  | Jordan - Ford      | 60     | Motor             | 13              |       |
| Ret | 19 | Jos Verstappen        | Minardi - Cosworth | 23     | Hidràulics        | 19              |       |
| Ret | 15 | Justin Wilson         | Jaguar - Cosworth  | 6      | Caixa canvi       | 16              |       |
| Ret | 4  | Ralf Schumacher       | Williams - BMW     | 1      | Accident          | 2               |       |
| Ret | 10 | Heinz Harald Frentzen | Sauber - Petronas  | 1      | Accident          | 14              |       |
| Ret | 2  | Rubens Barrichello    | Ferrari            | 0      | Accident          | 3               |       |
| Ret | 6  | Kimi Räikkönen        | McLaren - Mercedes | 0      | Accident          | 5               |       |
| Ret | 12 | Ralph Firman          | Jordan - Ford      | 0      | Accident          | 18              |       |

## Altres
- Pole: Juan Pablo Montoya 1' 15. 167

- Volta ràpida: Juan Pablo Montoya 1' 14. 917 (a la volta 14)